# 曼哈顿上城

上曼哈頓地圖

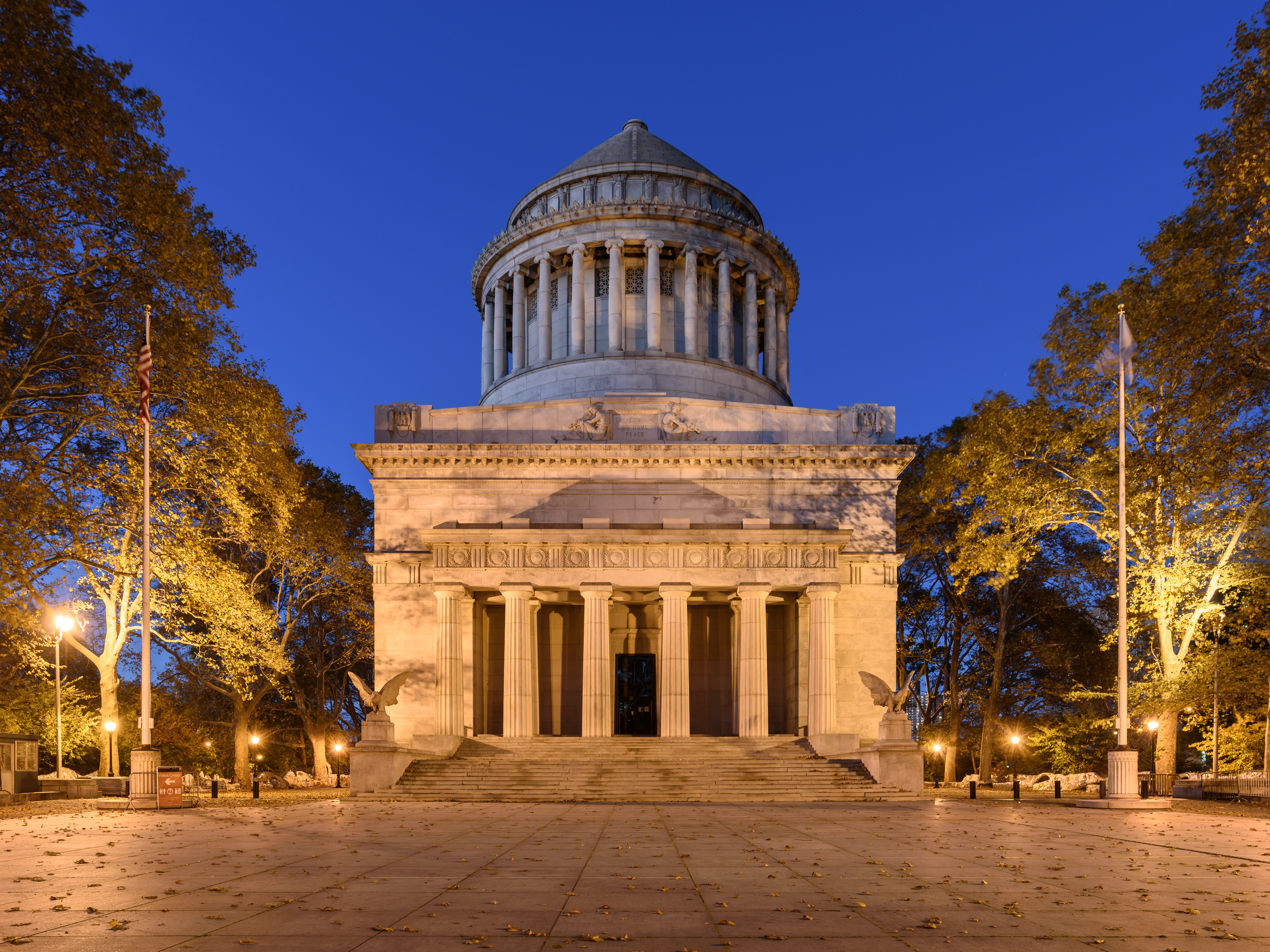
上曼哈頓旅遊景點格蘭特墓

上曼哈頓（英語：Upper Manhattan）是指纽约市曼哈顿最北端的街區，其南部边界未有正式定義，但一般是以96街為南界。上城（Uptown）可指上曼哈頓，但更常指第59街以北的街區，包含了上曼哈頓。
上曼哈頓包括了大理石山、英伍德、华盛顿高地（包括乔治堡、雪曼溪和哈德遜高地）、哈莱姆（包括糖山、漢密爾頓高地與曼哈頓維爾）、東哈林、晨邊高地與曼哈頓谷（上西城內）。
連結上曼哈頓華盛頓高地與紐澤西李堡的喬治·華盛頓大橋是世界最繁忙的汽車橋梁。
19世紀後期，第九大道線與其他相關鐵路開始將人們帶至純樸的上曼哈頓。直至20世紀末期，上曼哈頓才逐漸仕紳化，比紐約市其他地區晚了將近三十年。

## 旅遊景點
如同其他住宅區，上曼哈頓儘管擁有多處景點，如格蘭特墓、阿波羅劇場、聯合宮、修道院博物館、西爾維亞餐廳、漢密爾頓莊園、莫里斯-朱梅爾公館、明頓俱樂部、糖山、河濱教堂、哈林區國家爵士博物館、戴克曼農莊博物館、以及崔恩堡公園、河濱公園、河岸州立公園、櫻花公園等公園，但並不是紐約市的旅遊重心。

## 圖片

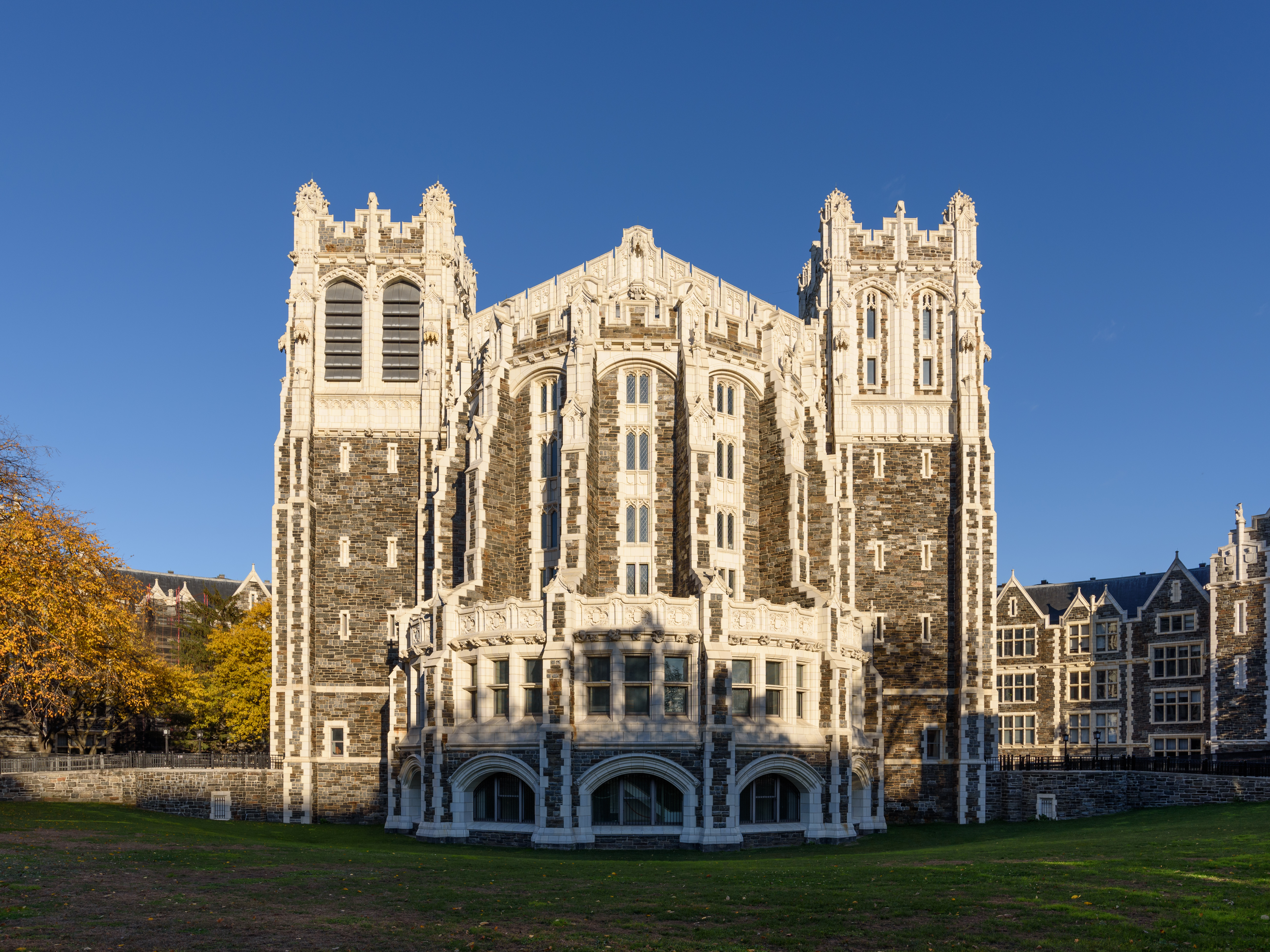
漢密爾頓高地（英语：Hamilton Heights）的紐約市立學院
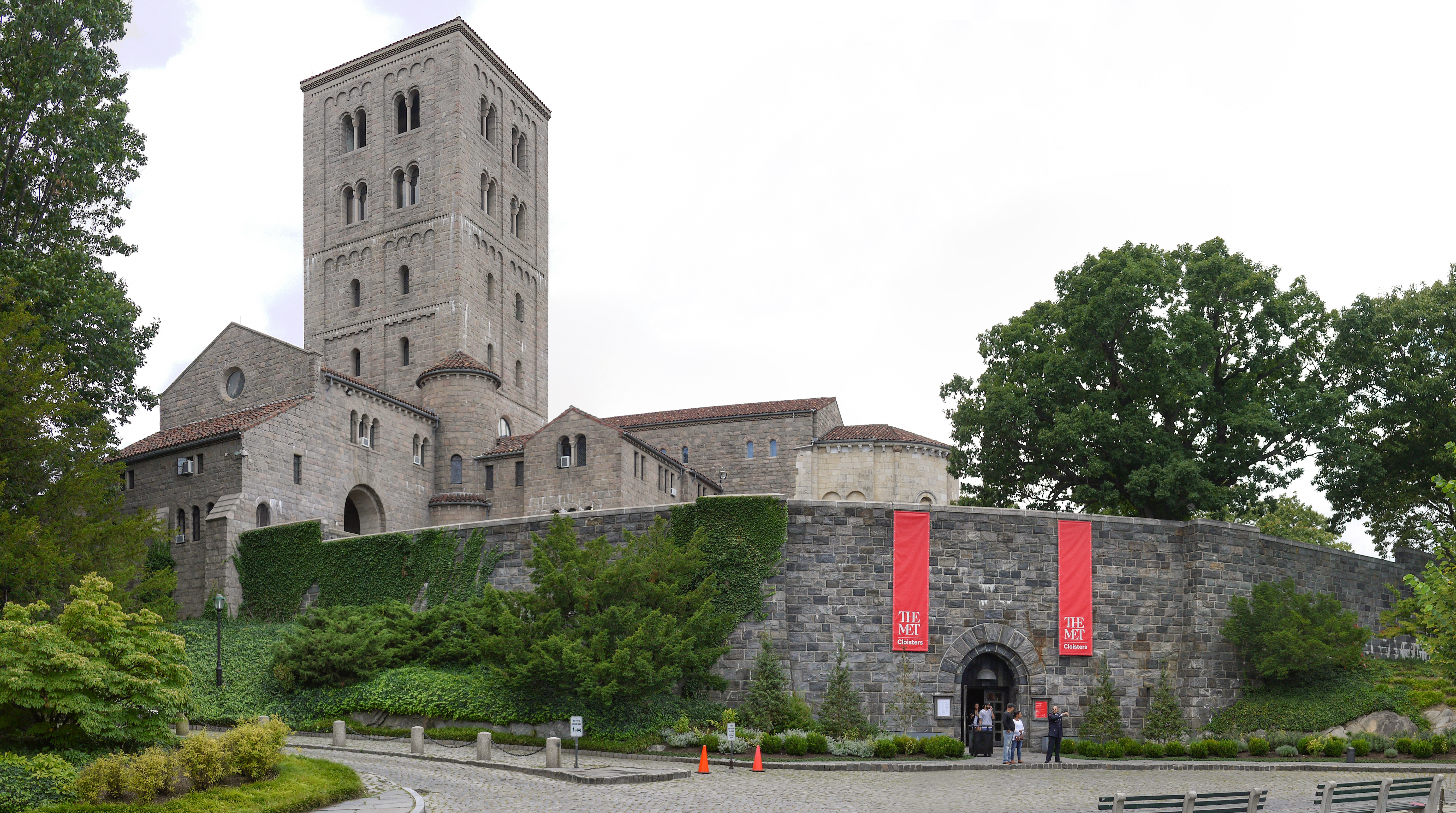
崔恩堡公園的修道院博物館收藏了大都會藝術博物館的中世紀藝術收藏品
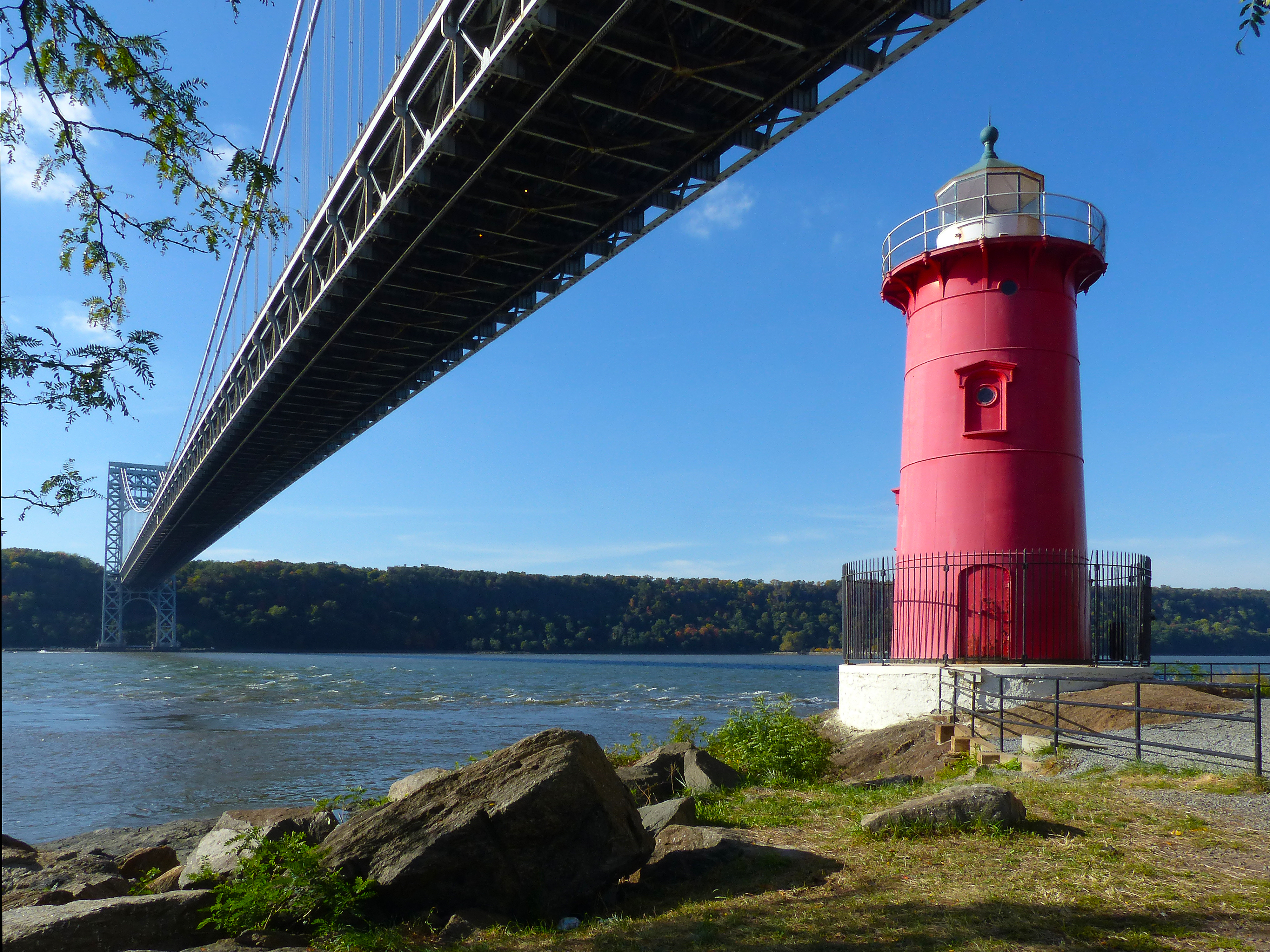
喬治·華盛頓大橋下的小紅燈塔（英语：Little Red Lighthouse）
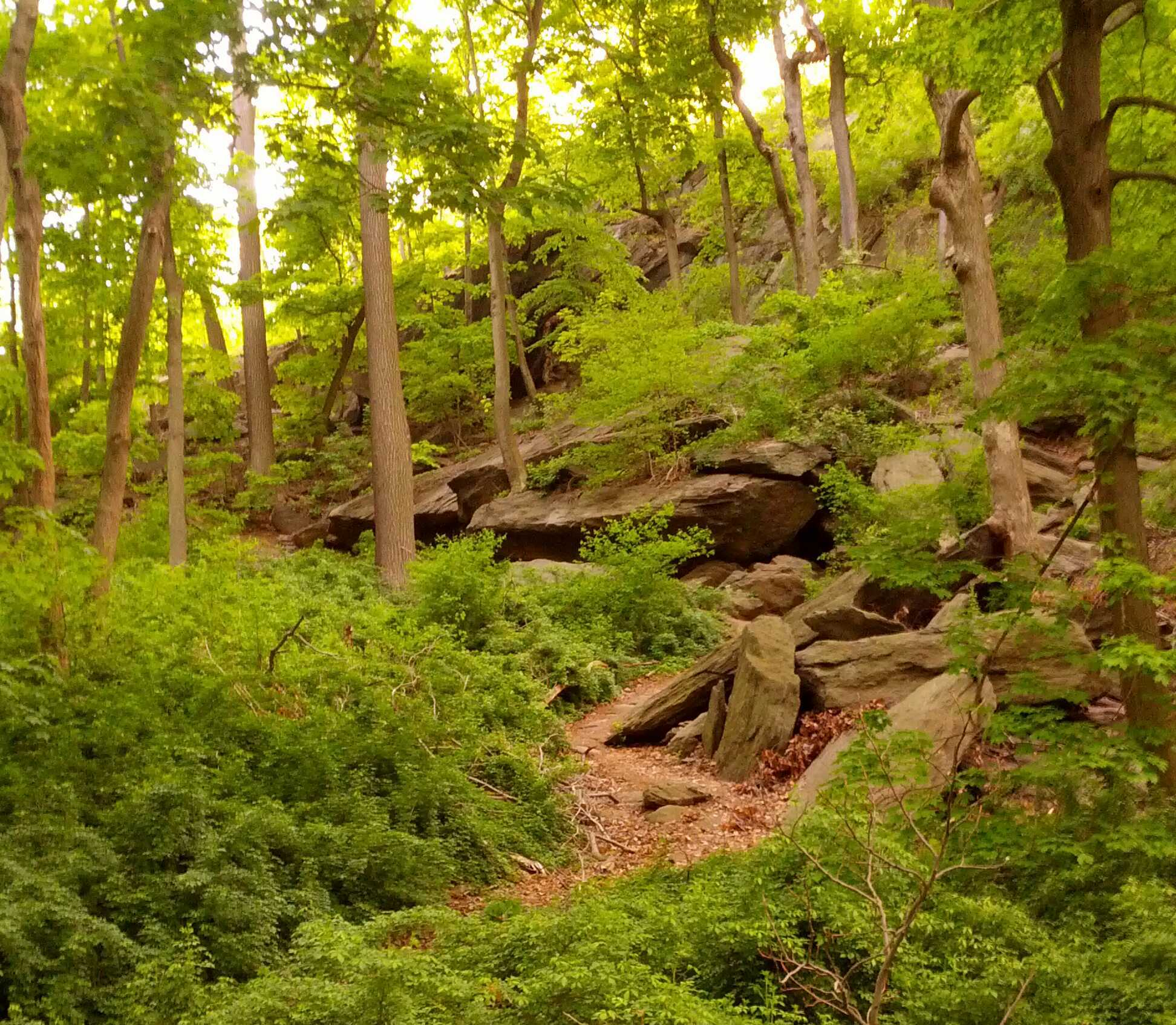
英伍德山公園擁有曾經覆蓋曼哈頓的原始林遺跡。